# Edeko

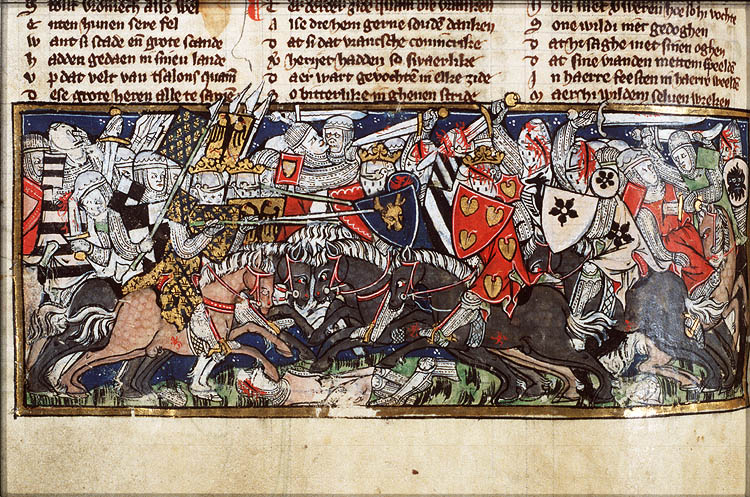
Tekening over de Slag op de Catalaunische velden

Edeko was een Skirische hoofdeling (hertog). Hij was de vader van Odoaker, de latere magister militum van het Romeinse Rijk.
Omstreeks 450 waren de Skiren vazallen van de Hunnen en stond Edeko in hoog aanzien aan het hof van Attila, evenals Ardarik, de koning van de Gepiden. Volgens de overlevering behoedde hij Attila zelfs voor een aanslag op diens leven. In de Slag op de Catalaunische Velden vocht hij mee aan de zijde van de Hunnen. 